# Secretipes
Secretipes is een monotypisch geslacht van kevers uit de familie van de klopkevers (Anobiidae).

## Soort
- Secretipes xanthorrhoeae Lea, 1924